# Maria Mohor
Maria Mohor ( – 20 ianuarie 1961) a fost o actriță română de teatru. A fost a doua soție a scriitorului Victor Ion Popa.

## Biografie
A urmat cursurile Academiei de Muzică și Artă dramatică, la clasa actorului Ion Manolescu, și apoi pe cele ale Conservatorului, unde a studiat actoria la clasa actorului Nicolae Soreanu. A debutat la Ateneu, alături de Marietta Sadova și Al. Critico, în piesa Sora Beatrice. Maria Mohor a jucat în piese de teatru ca Vicleniile lui Scapin de Molière, în 1932 în Take, Ianke și Cadîr; în 1938 în Electra de Sofocle (rol titular) și în Hamlet.

## Distincții
- Ordinul „Meritul Cultural” în gradul de Medalie cl. I, pentru teatru (1 februarie 1943)[5]